# بركان طبقي

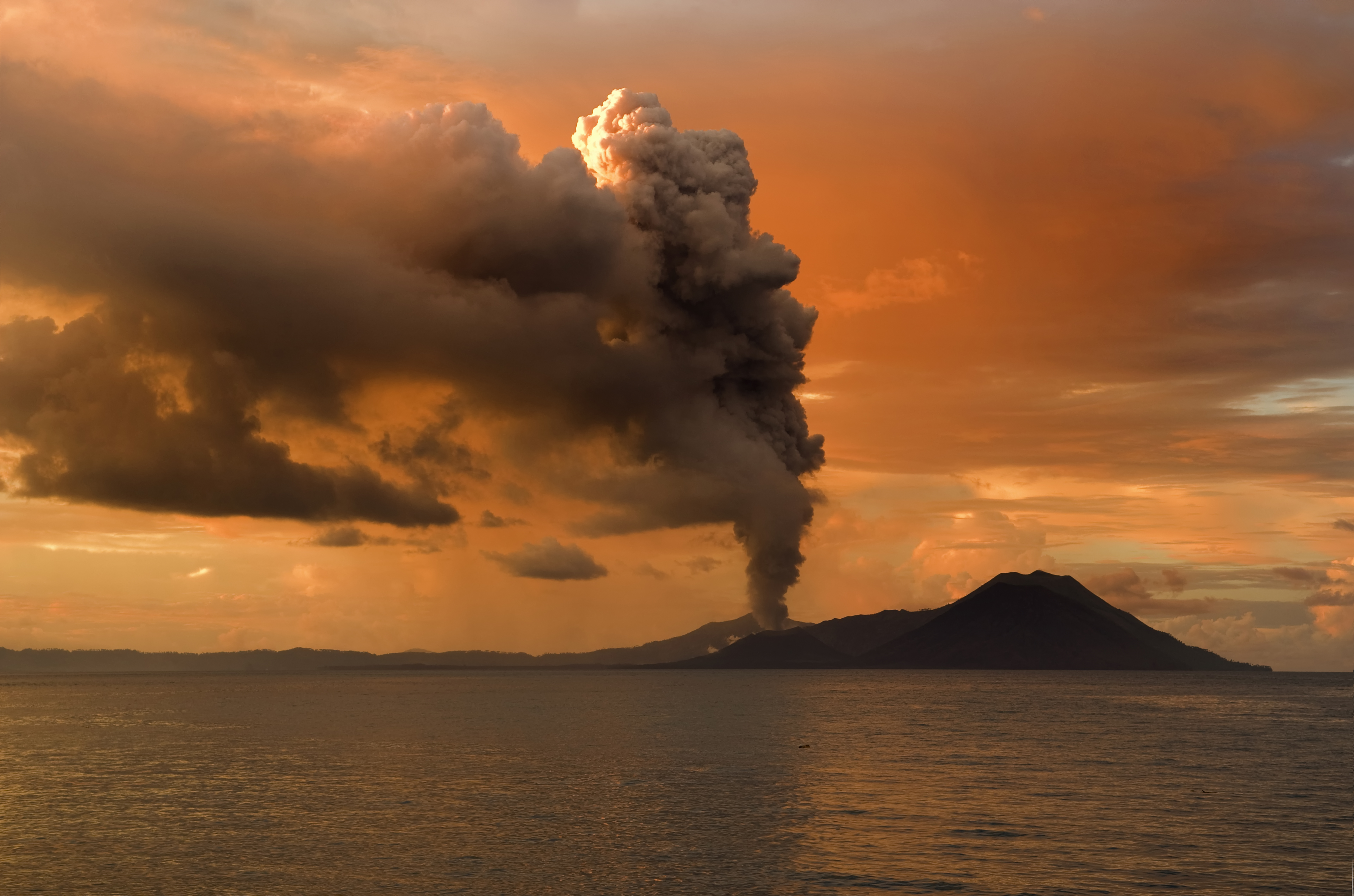
بركان طبقي نشيط في بابوا نيوغينيا

بركان طبقي هو بركان كبير مخروطي الشكل يتكون من عدة طبقات تعلو الواحدة الأخرى وتتكون الطبقات من اللابة الصلبة وتفرا (tephra) والرماد البركاني. وتتسم البراكين الطبقية بانحدارها الشديد، ونشاط دوري وشديد. وتكون الحمم السائلة عالية اللزوجة وهي تبرد وتتصلب سريعا قبل أن تصل إلى مسافات بعيدة. وتتكون الصهارة المكونة لتلك الحمم من مركبات عالية النسبة للسيليكا كما في الريوليت والداسيت أو الأنديزيت وتحتوي على نسبة بسيطة من الصخر الناري الذي يتميز بدرجة لزوجة منخفضة.

## تكوين البركان الطبقي

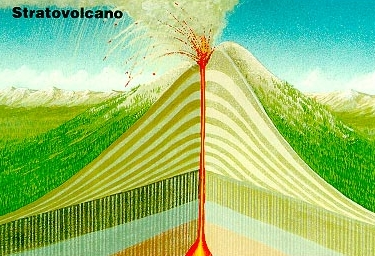
تكوين البركان الطبقي

عندما تدخل الصهارة بين سطوح الطبقات الرسوبية فإنه اعتماداً على كثافتها يتكون إحدى هذين النوعين. فإذا كانت الصهارة حمضية ذات كثافة منخفضة (سبب كمية السيليكا العالية فيها ذات الوزن النوعي الأقل من عناصر الحديد والمغنيسيوم) أقل من كثافة طبقات الصخور أعلاها فإنها تحاول الصعود لأعلى بسبب خاصية الطفو، مما يؤدي إلى تحدب الطبقات الرسوبية أعلاها. وأما إذا كانت الصهارة قاعدية ذات كثافة أعلى من الصخور تحتها فإنها تغوص إلى أسفل وتسبب تقعر الصخور أسفلها وبالتالي يكون سطحها السفلي مقعر لأسفل.
أما الصخور النارية الجوفية غير المتوافقة فهي تقطع طبقات الصخور الرسوبية فوقها وبجانبها. فقد تأخذ شكلاً مسطحاً أو جسماً له سطحان متوازيان ويقطعان الصخور الرسوبية يسمى هنا القاطع قاطعاً رأسياً. والشكل الآخر من الصخور النارية غير المتوافقة فهو الباثوليت، وهو جسم كبير جداً يقطع طبقات الصخور الرسوبية بشكل غير منتظم كما تشاهد. والباثوليت يشكل نواة السلاسل الجبلية الكبيرة وحتى نواة القارات.

## معرض الصور

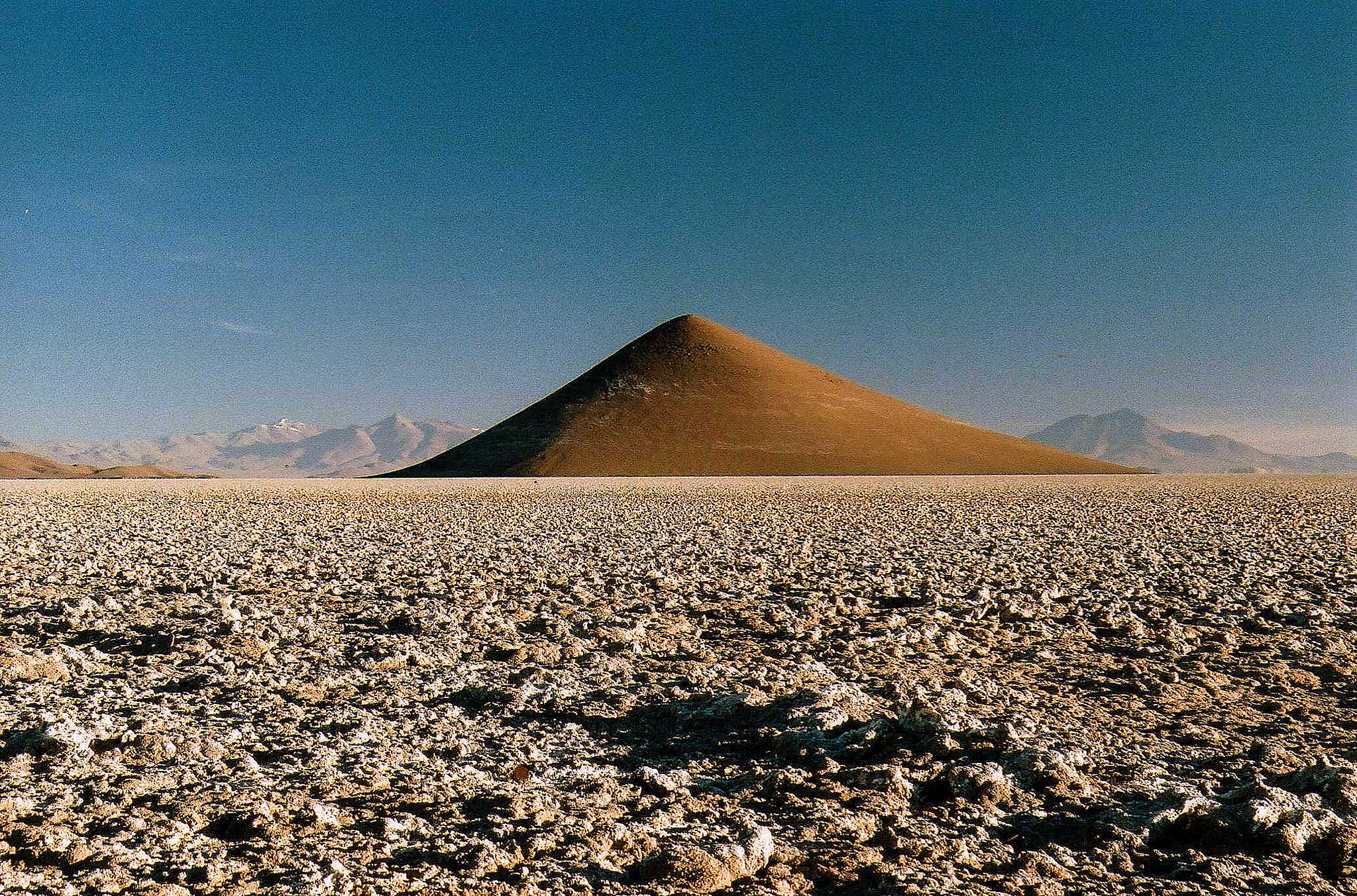
بركان طبقي, سالتا (الأرجنتين)
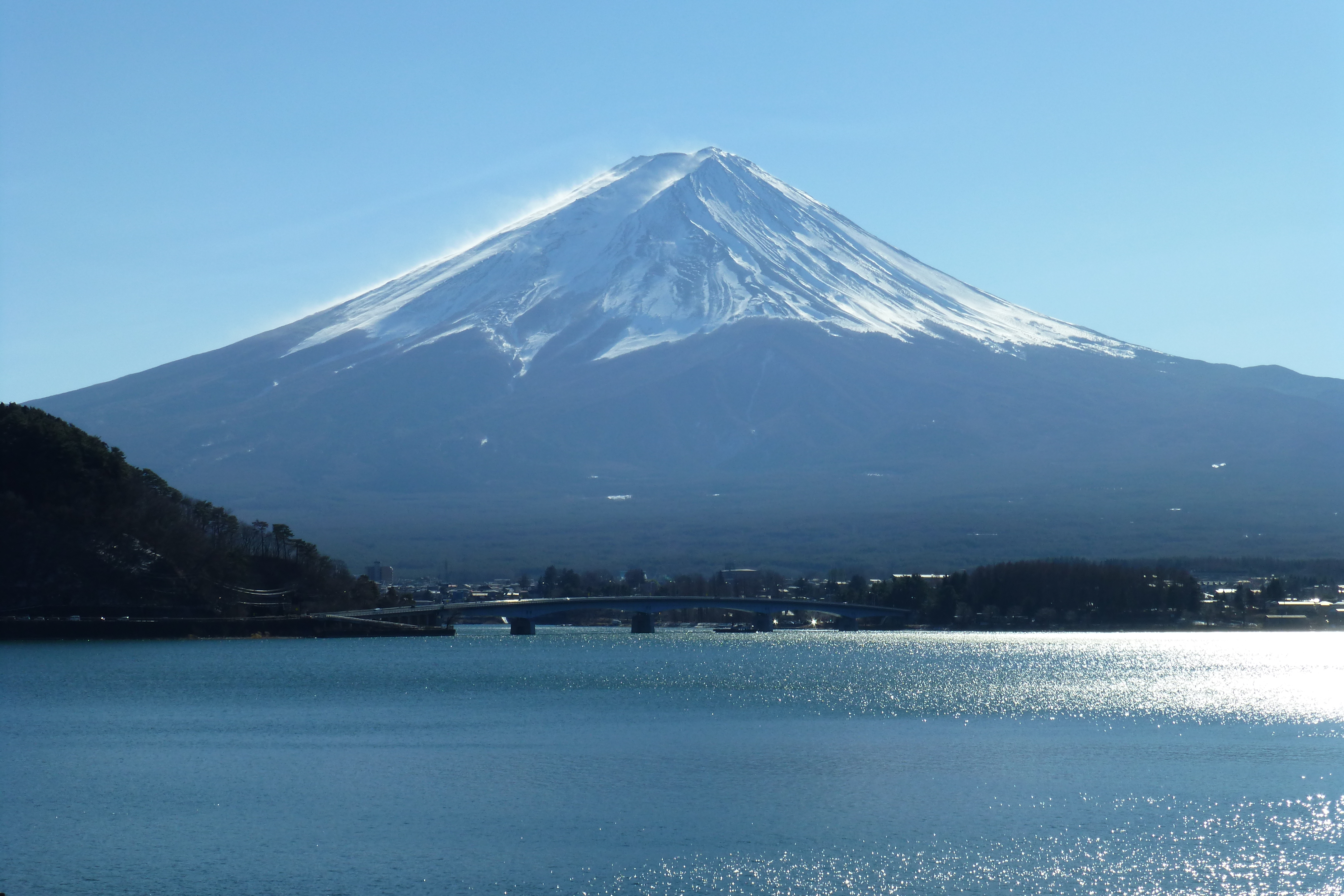
فوجي ياما بركان طبقي نشيط في اليابان ، كان آحر نشاط له في أغسطس 1707

## اقرأ أيضًا
- انفجار بركاني
- انبثاق بركاني
- بركان درعي
- بركان تصدعي
- صهارة
- لوافظ آيسلندا
- جبل سينابونغ